# David Brabham
David Brabham (5. září 1965, Wimbledon, Londýn, Spojené království) je nejmladší syn trojnásobného mistra světa formule 1 sira Jacka Brabhama.

## Stručný přehled kariéry
- Rok 1989 – mistr formule 3 ve Velké Británii a vítěz VC Macau – neoficiálním světovém finále Formule 3.
- Rok 1990 – debut ve formuli 1 u týmu Brabham GP, který založil jeho otec a v roce 1970 prodal.
- Roky 1991–1993 – sportovní vozy Jaguar a Toyota.
- Rok 1994 – návrat do F1 ve stáji Simtek.

Po roce 1994 skončil svou kariéru v F1 a stal se továrním jezdcem BMW v závodech cestovních vozů a poté přešel ke stáji Panoz a závodu sportovních vozů.
Statistika v F1 – 24 GP bez bodů – nejlepší umístění 10. místo v GP Španělska 1994.